# デッド オア アライブ2
『デッド オア アライブ2』（デッド オア アライブツー、DEAD OR ALIVE 2）は、テクモより発売された3D対戦型格闘ゲーム。1999年10月にアーケードゲームとして稼動開始。使用基板はNAOMI。

## 概要
「デッド オア アライブ シリーズ」のナンバリングタイトルの第2作目。略称は「DOA2」。キャッチコピーは「このゲームに比類なし」。
2対2の「タッグバトル」が導入され、特定のキャラクター同士だと固有のタッグ技が可能という要素がプラスされたほか、F（フリー）ボタンを使ったボタンガード方式および「フリーステップ」を追加。
このほかにも、全てのキャラクターと戦い、2本制でどこまで勝ち抜けるかを競うタイムアタックモードや、1本制の戦いとストーリーデモが交互に展開されるストーリーモードがある。ストーリーデモに使われていたモデリングキャラや背景がCOM戦に移行しているため、1つのストーリーがリアルタイムで進行する。
ホールドのコマンド分けは多少簡略化され、分割自体も「上段、中段パンチ、中段キック、下段」の4択仕様となり、攻守のバランスを対等に近付けるべく調整された。
ステージ上の水面や雪面はスリップゾーンと呼ばれており、この場所では打撃技のほとんどがクリティカルヒットになる。
デンジャーについては、多層構造となり迫力が増したステージの造型や物体をそのまま活かした「壁デンジャー」「崖落下系」「スリップ地形」といったシームレスなギミックが初登場（採用）。崖落下系ダメージではK.O.にならない。
アーケードでの調整版、家庭用ハードへの移植&アレンジ、純リメイク作の『デッド オア アライブ2 アルティメット』や姉妹作的な『DOA ONLINE』の制作などをまとめて、DOAシリーズ中最多となった計5+1回ものマイナーチェンジが行われたタイトルでもある。

## ストーリー
DOATECのフェイム・ダグラスが暗殺される。衝撃的な事件を経てなお、第2回DOA大会は開催されることになった。前回の雪辱を果たすために出場する者、夢を叶えるために出場する者、大会の開催に隠れた闇を探るべく出場する者。多くの参加者が集った。自分の遺伝子を利用されたかすみは、その実験体・カスミαと対峙し怒りを募らせていた。そして、その中で勝ち進んだハヤブサの前に現れた天狗・万骨坊から発せられた驚愕の事実。「全ては我が戯言なり」。人外の者の戯れにすぎなかった大会は、ハヤブサによって退治され幕を閉じたのだった。その頃、アインは失われた記憶を取り戻していた。「我はハヤテ。天駆ける風の忍び！」

## キャラクター
エレナ (HELENA) 、アイン (EIN) 、レオン (LEON) の新規3名が初登場。
トーナメントの途中と最後には、カスミα (KASUMI α)と天狗 (TENGU)の2名が「かすみ」使用時限定の準中ボス、全キャラクター共通のラストボスとしてそれぞれ登場する。

## デッド オア アライブ2 ミレニアム
『デッド オア アライブ2 ミレニアム』（デッド オア アライブツー ミレニアム、DEAD OR ALIVE 2 MILLENNIUM）、NAOMI、2000年1月稼動。
略称は「DOA2M」。上述アーケード版の修正バージョンで、タッグバトル関係の不具合が改善されたタイトル。投げ抜けは『++』とほぼ同じ仕様。
現存するのが『AC版DOA』『++』と共にミディタイプ筐体のみとなっておりプレイは困難となっているが、2012年の自社大会「DEAD OR ALIVE 5 OFFICIAL TOURNAMENT 2012」開催を記念して、予選会場となったテクモピアなどの一部店舗にて期間限定ながら約12年振りに筐体が稼動した。また、セガ秋葉原3号館のRETRO:G（レトロジー）で1台のみ稼働している。

## 移植、廉価版

### PlayStation 2版
- 『デッド オア アライブ2』PlayStation 2、2000年3月30日発売 - ホールドに続編の『デッド オア アライブ3』や『デッド オア アライブ ディメンションズ』にも引き継がれた3択仕様が初登場し、AC版の4択仕様との選択が可能となった。反転のけぞりクリティカルは「特殊なよろけ」などの名で存在する。レバー回復の操作は方向キーとボタンを一緒に連打する仕様。投げ抜けのコマンドはF+Pボタンになった。タッグモードで4人対戦が可能。PlayStation 3本体では初期型なら遊ぶことができるが、条件が整っていないと発生するバグがある。
- 『DOA2』PlayStation 2、2000年12月13日発売 - 欧州版。BAは日本版裏面のかすみを転用。
- 『DOA2 Platinum』PlayStation 2、不明 - 欧州の廉価版。BAには銀色の枠が囲むように追加されている。

### ドリームキャスト版
- 『デッド オア アライブ2』ドリームキャスト、2000年9月28日発売（通常版&初回限定版） - 上述のAC版2作やPS2版には無い追加要素として、条件を満たすと「バイマン」や「天狗」が使用可能となるほか、初回限定版のみCG鑑賞モード「デジタルビーナスフォトギャラリー」を搭載（ただしゲーム本編をある程度プレイしないと解禁されない）。初回限定版と通常版との違いは以下の通り。
  - 初回限定版のパッケージはかすみとあやねが描かれており、ディスクがピクチャーレーベル仕様。かすみのイラストが描かれている。
  - 通常版のパッケージはかすみ、あやね、レイファンの3人が描かれている。

欧州版の発売元はアクレイム・エンタテインメントが担当。レイティング審査はELSPA 11+。販売本数は127,879本。

### DOA2 HARD CORE
- 『DOA2 HARD＊CORE[注 1]』PlayStation 2、2000年12月14日発売 - 略称は「DOA2HC」。後年に『2U』で再リメイクされるまでの集大成的なマイナーチェンジ版。キャッチコピーは「本物に 歴史はいらない」。上述のAC版2作・前PS2版・DC版には無い追加要素として、バトルレックモード、英語吹き替え、5か国語表示、上記DC初回版CGギャラリーのボリュームアップ・バージョンなどを搭載。レバー回復の操作は方向キーの左右を連打する仕様。反転のけぞりクリティカルは「固定技よろけ」の名で存在する。
  - 『DOA2 HARD＊CORE[注 1]PlayStation 2 the Best』PlayStation 2、2002年8月1日発売 - 『2HC』の廉価版。キャッチコピーは「本物は永遠に 色あせない」。
  - 『DOA2 HARD＊CORE[注 1]ゲームアーカイブス』PlayStation 3、2012年8月22日発売 - 『2HC』のダウンロード版。新たにCEROの審査を受けておりCERO：C（15才以上対象）と判定された。通信対戦には対応していない。

## グッズ
- 『DEAD OR ALIVE 2 ORIGINAL SOUND TRAX』ウェークアップ、KWCD-1001 - 2曲目の「D.O.A (キャラクターセレクト)」やキャラクターテーマ曲はアレンジも含めて続編の『2U』『D』『5シリーズ』にも移植された。
- 『DEAD OR ALIVE 2 ORIGINAL SOUND TRAX Play Station 2 Version featuring BOMB FACTORY』ウェークアップ、KWCD-1004 - 上述アーケード盤とは異なり、曲名後の“(氏名)”部分が無い表記になっている。
- BOMB FACTORY『Exciter』 - PS2およびDC版でのオープニングテーマ。
- 『デッド オア アライブ 2 公式攻略ガイド』メディアワークス、2000年6月10日発売、ISBN 4-8402-1551-0 - PS2版の攻略本。
- 『DOA2ハード・コア パーフェクトガイド』ソフトバンクパブリッシング、2001年2月8日発売、ISBN 4-7973-1514-8 - 『2HC』の攻略本。

## 企画
「DEAD OR ALIVE 2 頂上決戦 OVER THE TOP」2000年9月22日 - 24日開催、テクモ提供 - 『東京ゲームショウ2000秋』で決勝戦が行われた全国大会で、プレイタイトルはアーケード版ではなく移植作のPlayStation 2版での実施。最終日にはAC版、PS2版、そして本会場で開催されたドリームキャスト版大会の覇者を交えた3名による文字通りの頂上決戦がDC版を用いて行われた。

## デッド オア アライブ アルティメット
総じての略称は「DOAU」、個別では「DOA1U」「DOA2U」など。キャッチコピーは「世界で いちばん美しい。」。
前作『3』で確立したXboxの映像能力をもって『2』をリメイクした「DEAD OR ALIVE 2 ULTIMATE」をメインとし、『SS版DOA』を「DEAD OR ALIVE 1 ULTIMATE」の名で同梱したタイトルである。以下、全て『DOA2U』について記述する。
Xbox Liveに対応したことでシリーズ初の通信対戦が可能となり、『3』における対人対戦の不満が解消された。また、『3』か『X』のセーブデータがあると「ヒトミ」が隠しキャラクターとして出現する。
ホールドは『3』を踏襲しつつ中段のみパンチ・キック別に分けた4択仕様を採用。クリティカルには反転のけぞりが存在する。レバー回復の操作は『3』と同様。投げ抜けも『3』と同じだが、成否はシビアな目押し制になり連打してしまうと強制的に失敗と判定されるようになった。
デンジャーについては、転がり落ちが発生する斜面系の地形と連動した「斜面投げ」が追加された。崖落下系ダメージではK.O.にならない。スリップ地形では中・下段属性からのみクリティカルとなる。
コスチュームは普段着からビキニまでを含む1人最大20着という数とバリエーションを誇っており、女性キャラクターは下着の準セレクトも可能で、実際の『東京ゲームショウ2003』でマイクロソフト社の出展ブースを彩ったイベントコンパニオンの制服の内の1つを再現したものが全員かつ個別アレンジが施されて移植された。また、ファミ通Xbox誌上で募集された読者投稿の計10着が、かすみ、ティナ、レイファン、あやね、エレナ、アイン、天狗らに採用されている。
『2HC』以来となる「バトルレックモード」ではコマ送りでの巻戻しや全方位からのズームアップまで可能な仕様に強化されており、CEROの規制が全DOAシリーズ中で最も厳しく審査されている（後発の『X2』よりも高い）。
『5LR』には一部ステージが移植された。

### 限定、特典、廉価版
- 「描き下ろし かすみちゃんポスター Ultimate Ver.」「かすみ新型コスチューム スペシャルフィギュア」「CD-ROM DIGITAL VENUS 2004」 - 予約特典。新型コスとは上述イベントコンパニオンの制服を再現したもので、別作の『NINJA GAIDEN』側にはあやね版が用意された。
- 『DEAD OR ALIVE Complete記念 Xbox かすみちゃん ブルー』 - 初回限定品（6,000台）。内容物……ブルースケルトンカラー本体、同色コントローラ、DVD再生キット、ソフト本品、Xbox Live 12か月基本サービス利用料、かすみちゃんクッション。
- 『DEAD OR ALIVE ULTIMATE Platinum Collection』 - 日本の廉価版。

### グッズ（DOAU）
- 『DEAD OR ALIVE ULTIMATE ORIGINAL SOUNDTRAX』 ウェークアップ、KWCD-1008
- エアロスミス "Dream On" ソニー・ミュージックレコーズ
- 『DEAD OR ALIVE Ultimate -Official Guide-』 エンターブレイン、2004年11月19日発売、ISBN 4-7577-2089-0
- 『DEAD OR ALIVE Ultimate BEST SHOT』 ソフトバンクパブリッシング、2004年12月27日発売、ISBN 4-7973-2977-7

### 企画（DOAU）
- 「DOA Beach in HAWAII」2004年3月25日 - 29日実施、マイクロソフト&テクモ主催 - 発売記念キャンペーンの一環として企画された、JTBのガイドによるハワイ州オアフ島3泊5日の海外バカンスツアー。キャッチコピーは「いける。かすみとハワイ。[5]」。滞在地はカメハメハ・ハイウェー沿いのホテル「タートル・ベイ・リゾート（英語版）」で、Xboxマイアカウント登録者による抽選の50名と、直前の3月7日に行われたDOA3全国大会における上位入賞者が招待された。現地にはゲーム業界の記者複数も同行したほか、上記大会のゲストだった下村真理（後のMARI）も参加。また、ヒトミの「ケフェウス」を再現した公式オリジナル水着姿の下山友恵を含む9名も新たに招かれ、ビーチバレー大会やディナーショーなどのイベントを盛り上げた[6][7][8]。
- 「DEAD OR ALIVE ULTIMATE ワールドワイドトーナメント」2005年4月8日 - 5月18日開催、マイクロソフト&テクモ主催 - Xbox Liveを介した通信対戦予選からスタートした『2U』の世界大会。選ばれた上位者はアメリカの『E3 2005』に招待された後、現地E3会場最寄のステーキハウス「ザ・パーム（英語版）」ロサンゼルス・ダウンタウン店でディナーパーティ的に決勝戦を実施するという趣向だった。エレナを使う日本代表が優勝し、賞金1,000ドルを手にした[9][10]。
- 『World Cyber Games 2005』2005年11月16日 - 20日開催、インターナショナル・サイバー・マーケティング主催 - シンガポールで催された通算6回目の世界大会。『2U』部門にてジャンを使う日本代表が優勝し、賞金15,000ドルを手にした[11]。また、エレクトロニック・スポーツに対する日本と世界の意識格差も交えた内容として新聞記事にもなった[12]。

## DOA ONLINE
ディーオーエー オンライン、Windows、2009年5月27日（中国）&同年7月1日（台湾）配信
略称は「DOAO」や「DOA OL」。キャッチコピーは「性感征服全世界」。
前作『4』よりも過去に制作された『2U』のバトルシステムやキャラクターモデリングをほぼそのまま転用し、シリーズ初のFree-to-playによるオンラインゲームとして他社の盛大遊戯と共同開発した作品であり、日本以外のアジア圏にて展開された。中国版では「生死格斗 ONLINE」、台湾版では「生死格鬥 ONLINE」とも表記される。
運営は中国を盛大、台湾をガマニアデジタルエンターテインメントが担当。リリースから約2か月が経った時点で両国合計会員数120万人を記録した。
『4』のOV版のようにパッケージではなくダウンロードコンテンツ（DLC）で提供されており、プレイヤーの分身となるアバターの「KIN（カイン）」をメイキングしていくための追加パーツや、段位認定マッチの時のコンティニュー代金などがアイテム課金要素となっている以外は基本無料でプレイできる。「電脳世界アークガーデン」と名付けられた仮想空間は実際の都市をイメージさせるサイズで用意され、中にはDOATECタワーなる施設もある。
『2U』との違いについては、体力メーターが緑色ではなく黄色と青色で販売国別に異なっている、ヒトミがデフォルトキャラクター扱いで天狗（カスミα）が非参戦（非登場）、独自のストーリー設定、カラーアレンジや当作オリジナルの新規追加コスなどが挙げられる。
なお、当作の名称は元々は『U』のものだったが、幾度かの発売延期を重ねる内に改題されたため、現在でも各メディアやウェブサイトにその痕跡が残されたままとなっているため混同されやすい一面がある。

### ストーリー（DOAO）
世界最大の格闘大会「DOA」を主催する多国籍企業DOATECは、所有する巨大なサイバースペースと最新の研究を融合させた「AVL System」を公開した。このシステムは「電脳世界アークガーデン」と名付けられた仮想空間に利用者をアバターの「KIN（カイン）」として参加させ、そこで獲得した経験だけでなく苦痛までも含めて体感できるという斬新なものだった。AVL Systemによって初めて行われる「DOA中国大会」に熱狂する全世界のパソコンユーザーたち。その裏に隠されたDOATECの真の目的を知りもせずに。

### 開発
当作は当時「Lievo」の名で始まったサービスのチームによる開発でスタートし、前年7月から正式にTeam NINJA部長に就いた長谷川仁が手掛けた最初で最後のタイトルでもある。盛大側のマネージャーはJim Fengが務めた。長谷川は「Game Watch」とのインタビューの中で、同作のコンセプトを「PCオンライン上で進化させる格闘ゲーム」としたうえで、往年の格闘ゲーム界隈における興奮と熱気をPCオンライン上で形を変えて再起したいと語っている。具体的な話が出たのは2006年の夏か秋ごろであり、2007年7月3日にテクモと盛大が共同発表するまでの間水面下で進められていた。
格闘ゲームとしての部分は、Team NINJAが4年前から育ててきたXbox Liveでの通信技術をもとに、盛大の持つSGDPサーバーシステムといったネットワーク技術を併用しているほか、過去のDOAシリーズでネットワークを担当してきた者も開発に参加している。